# Progressione del record italiano del lancio del martello maschile
La voce seguente illustra la progressione del record italiano del lancio del martello maschile di atletica leggera.
Il primo record italiano maschile in questa disciplina venne ratificato il 2 ottobre 1920.

## Progressione

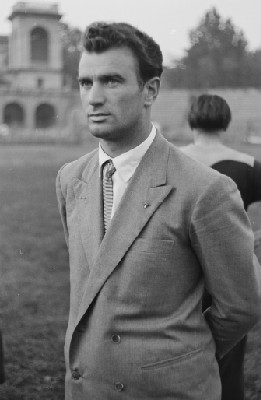
Teseo Taddia, detentore del record italiano dal 1941 al 1958.

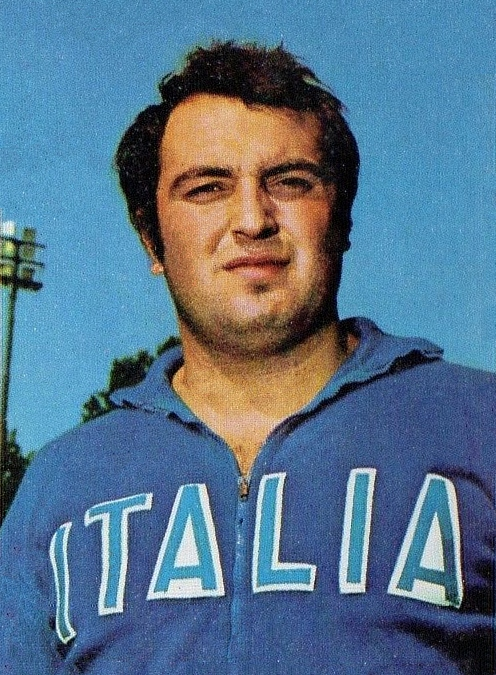
Mario Vecchiato, detentore del record italiano dal 1970 al 1978.

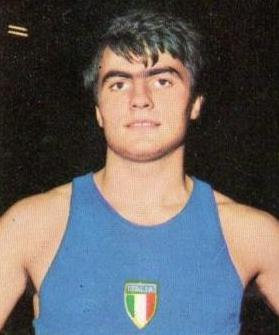
Giampaolo Urlando, detentore del record italiano dal 1967 al 1969, dal 1978 al 1980, dal 1980 al 1984 e dal 1984 al 1993.

| Misura   | Atleta               | Società                                                     | Luogo              | Data              | Note |
| -------- | -------------------- | ----------------------------------------------------------- | ------------------ | ----------------- | ---- |
| 23,90 m  | Giambattista Berardi | Virtus Atletica Bologna                                     | Milano             | 2 ottobre 1920    |      |
| 27,23 m  | Luigi Zambelli       | Plotone Allievi Atleti                                      | Bologna            | 9 dicembre 1920   |      |
| 27,70 m  | Pietro Nava          | Plotone Allievi Atleti                                      | Bari               | 1º giugno 1921    |      |
| 28,00 m  | Giuseppe Tugnoli     | Virtus Atletica Bologna                                     | Praga              | 5 giugno 1921     |      |
| 28,45 m  | Pietro Nava          | Plotone Allievi Atleti                                      | Milano             | 28 giugno 1921    |      |
| 33,315 m | Pietro Nava          | Plotone Allievi Atleti                                      | Bologna            | 20 settembre 1921 |      |
| 35,93 m  | Pietro Nava          | Società Bergamasca di Ginnastica e Sports Atletici Atalanta | Legnano            | 28 maggio 1922    |      |
| 37,545 m | Pietro Nava          | Società Bergamasca di Ginnastica e Sports Atletici Atalanta | Bologna            | 18 giugno 1922    |      |
| 40,74 m  | Camillo Zemi         | Società Ginnastica Stradellina                              | Milano             | 15 luglio 1923    |      |
| 41,27 m  | Camillo Zemi         | Società Ginnastica Stradellina                              | Roma               | 28 luglio 1923    |      |
| 43,035 m | Camillo Zemi         | Società Ginnastica Stradellina                              | Bologna            | 27 aprile 1924    |      |
| 43,38 m  | Camillo Zemi         | Società Ginnastica Stradellina                              | Bologna            | 28 giugno 1925    |      |
| 43,72 m  | Armando Poggioli     | Società Ginnastica Panaro Modena                            | Bologna            | 29 giugno 1925    |      |
| 45,445 m | Armando Poggioli     | Società Ginnastica Panaro Modena                            | Bologna            | 20 luglio 1925    |      |
| 46,515 m | Camillo Zemi         | Società Ginnastica Stradellina                              | Bologna            | 20 settembre 1925 |      |
| 47,615 m | Armando Poggioli     | Società Ginnastica Panaro Modena                            | Bologna            | 16 ottobre 1925   |      |
| 47,845 m | Armando Poggioli     | Società Ginnastica Panaro Modena                            | Napoli             | 12 giugno 1926    |      |
| 49,04 m  | Armando Poggioli     | Società Ginnastica Panaro Modena                            | Bologna            | 18 marzo 1928     |      |
| 49,43 m  | Armando Poggioli     | Società Ginnastica Panaro Modena                            | Bologna            | 15 luglio 1928    |      |
| 49,50 m  | Giovanni Oretti      | Società Sportiva Giovinezza Trieste                         | Torino             | 3 luglio 1938     |      |
| 51,66 m  | Michele Venanzetti   | GUF Milano                                                  | Milano             | 21 maggio 1939    |      |
| 51,96 m  | Teseo Taddia         | Gruppo Sportivo Baracca Milano                              | Torino             | 20 luglio 1941    |      |
| 51,98 m  | Teseo Taddia         | Gruppo Sportivo Baracca Milano                              | Budapest           | 9 agosto 1941     |      |
| 52,51 m  | Teseo Taddia         | Gruppo Sportivo Baracca Milano                              | Schio              | 26 luglio 1942    |      |
| 53,09 m  | Teseo Taddia         | Gruppo Sportivo Baracca Milano                              | Milano             | 25 aprile 1948    |      |
| 53,21 m  | Teseo Taddia         | Gruppo Sportivo Baracca Milano                              | Firenze            | 3 luglio 1948     |      |
| 55,38 m  | Teseo Taddia         | Gruppo Sportivo Baracca Milano                              | Perugia            | 18 luglio 1948    |      |
| 56,67 m  | Teseo Taddia         | Gruppo Sportivo Baracca Milano                              | Cadorago           | 18 settembre 1949 |      |
| 56,69 m  | Teseo Taddia         | Gruppo Sportivo Baracca Milano                              | Bergamo            | 4 novembre 1949   |      |
| 57,30 m  | Teseo Taddia         | Gruppo Sportivo Baracca Milano                              | Milano             | 17 settembre 1950 |      |
| 59,17 m  | Teseo Taddia         | Gruppo Sportivo Baracca Milano                              | Milano             | 8 ottobre 1950    |      |
| 59,50 m  | Silvano Giovanetti   | Diana Piacenza                                              | Forlì              | 13 luglio 1958    |      |
| 60,40 m  | Silvano Giovanetti   | Diana Piacenza                                              | Torino             | 26 luglio 1958    |      |
| 60,86 m  | Silvano Giovanetti   | Diana Piacenza                                              | Torino             | 26 luglio 1958    |      |
| 61,96 m  | Manlio Cristin       | Centro Sportivo Esercito                                    | Palermo            | 7 ottobre 1961    |      |
| 62,28 m  | Giampaolo Urlando    | Gruppo Sportivo Fiamme Gialle                               | Roma               | 6 maggio 1967     |      |
| 62,90 m  | Giampaolo Urlando    | Gruppo Sportivo Fiamme Gialle                               | Reggio Emilia      | 25 maggio 1967    |      |
| 64,82 m  | Giampaolo Urlando    | Gruppo Sportivo Fiamme Gialle                               | Roma               | 19 maggio 1968    |      |
| 65,62 m  | Faustino De Boni     | Centro Sportivo Carabinieri                                 | Milano             | 2 luglio 1969     |      |
| 65,66 m  | Mario Vecchiato      | Libertas Udine                                              | Udine              | 18 aprile 1970    |      |
| 67,44 m  | Mario Vecchiato      | Libertas Udine                                              | Madrid             | 30 maggio 1970    |      |
| 68,06 m  | Mario Vecchiato      | Libertas Udine                                              | Siracusa           | 5 luglio 1970     |      |
| 68,40 m  | Mario Vecchiato      | Libertas Udine                                              | Roma               | 14 luglio 1970    |      |
| 68,74 m  | Mario Vecchiato      | Libertas Udine                                              | Udine              | 29 maggio 1971    |      |
| 70,60 m  | Mario Vecchiato      | Libertas Udine                                              | Udine              | 2 giugno 1971     |      |
| 70,60 m  | Mario Vecchiato      | Libertas Udine                                              | Udine              | 29 settembre 1971 |      |
| 71,72 m  | Mario Vecchiato      | Libertas Udine                                              | Ancona             | 9 ottobre 1971    |      |
| 72,74 m  | Mario Vecchiato      | Libertas Udine                                              | Viareggio          | 11 ottobre 1972   |      |
| 72,86 m  | Mario Vecchiato      | Libertas Udine                                              | Gorizia            | 10 settembre 1972 |      |
| 74,36 m  | Mario Vecchiato      | Libertas Udine                                              | Gorizia            | 10 settembre 1972 |      |
| 75,64 m  | Giampaolo Urlando    | Snia Milano                                                 | Lignano Sabbiadoro | 19 agosto 1978    |      |
| 75,84 m  | Orlando Bianchini    | Gruppo Sportivo Fiamme Gialle                               | Forlì              | 25 maggio 1980    |      |
| 76,72 m  | Giampaolo Urlando    | Snia Milano                                                 | Pescara            | 7 giugno 1980     |      |
| 77,84 m  | Giampaolo Urlando    | Snia Milano                                                 | Pescara            | 7 giugno 1980     |      |
| 77,92 m  | Giampaolo Urlando    | Snia Milano                                                 | Formia             | 28 agosto 1982    |      |
| 77,94 m  | Orlando Bianchini    | Gruppo Sportivo Fiamme Gialle                               | Milano             | 27 giugno 1984    |      |
| 78,16 m  | Giampaolo Urlando    | Snia Milano                                                 | Walnut             | 25 luglio 1984    |      |
| 79,80 m  | Enrico Sgrulletti    | Gruppo Sportivo Fiamme Gialle                               | Tirrenia           | 22 giugno 1993    |      |
| 80,14 m  | Enrico Sgrulletti    | Gruppo Sportivo Fiamme Gialle                               | Nizza              | 2 marzo 1997      |      |
| 81,42 m  | Enrico Sgrulletti    | Gruppo Sportivo Fiamme Gialle                               | Roma               | 9 marzo 1997      |      |
| 81,64 m  | Enrico Sgrulletti    | Gruppo Sportivo Fiamme Gialle                               | Roma               | 9 marzo 1997      |      |